# Imangi Studios
Imangi Studios là một công ty trò chơi độc lập có trụ sở tại Raleigh, Bắc Carolina được biết đến với việc sáng tạo ra Temple Run, trò chơi miễn phí lọt top của iOS, Android, và Windows Phone. Được thành lập bởi cặp vợ chồng Natalia Luckyanova và Keith Shepherd, công ty ngoài ra cũng có một họa sĩ, Kiril Tchangov.

## Ứng dụng

### Trò chơi
- Temple Run
- Temple Run 2
- Temple Run: Brave
- Temple Run: Oz
- Harbor Master
- Harbor Master HD
- Max Adventure
- Hippo High Dive
- GeoSpark
- Little Red Sled
- Word Squares
- Imangi

### Tiện ích
- PhotoMarkr